# Selección de rugby de Bosnia y Herzegovina
La selección de rugby de Bosnia y Herzegovina es el equipo representativo de dicho país (desde 1992) en competiciones oficiales. Cabe destacar que aún no han participado de ninguna Copa del Mundo. Actualmente ocupa el lugar 74 en el World Rugby Ranking.

## Historia
Bosnia y Herzegovina hizo su debut internacional en noviembre de 1992 en un partido contra Croacia, perdiendo allí por un resultado de 3 a 47. También jugaron numerosos partidos a finales de la década de 1990, incluidos Luxemburgo , Eslovenia y Hungría antes de obtener su primera victoria internacional en el 2000 contra Hungría, 13-12.
Este seleccionado también participó en la clasificación para la Copa del Mundo de 2003 en Australia, compitiendo en el Grupo B (Ronda 1 durante 2000-01. Terminaron quinto en su grupo (ganando dos encuentros). También formaron parte de las clasificatorias para la Copa Mundial de 2007 disputada en Francia .

## Palmarés
- Rugby Europe International Championships - Conferencia 2 (1): 2016-17 - Sur
- European Nations Cup - División 2D (2): 2014-15, 2015-16
- European Nations Cup - División 3A (1): 2010-12

## Plantel actual
- Convocados para el Mundial 2015.[8]

## Clasificatorias para Copas del Mundo
- 1987 - No se celebró ningún torneo clasificatorio
- 1991-1999 - No ingresó
- 2003-2007 - No clasificó
- 2011 - No ingresó

## Estadísticas
Primer internacional
 Bosnia y Herzegovina 3 - 47  Croacia
(28 de noviembre de 1992)
Mayor victoria
 Bosnia y Herzegovina 59 - 12  Bulgaria
(4 de octubre de 2014)
Peor derrota
 Eslovenia 77 - 5  Bosnia y Herzegovina
(19 de mayo de 2007)